# Athtart
Pour les articles homonymes, voir Ashtar.

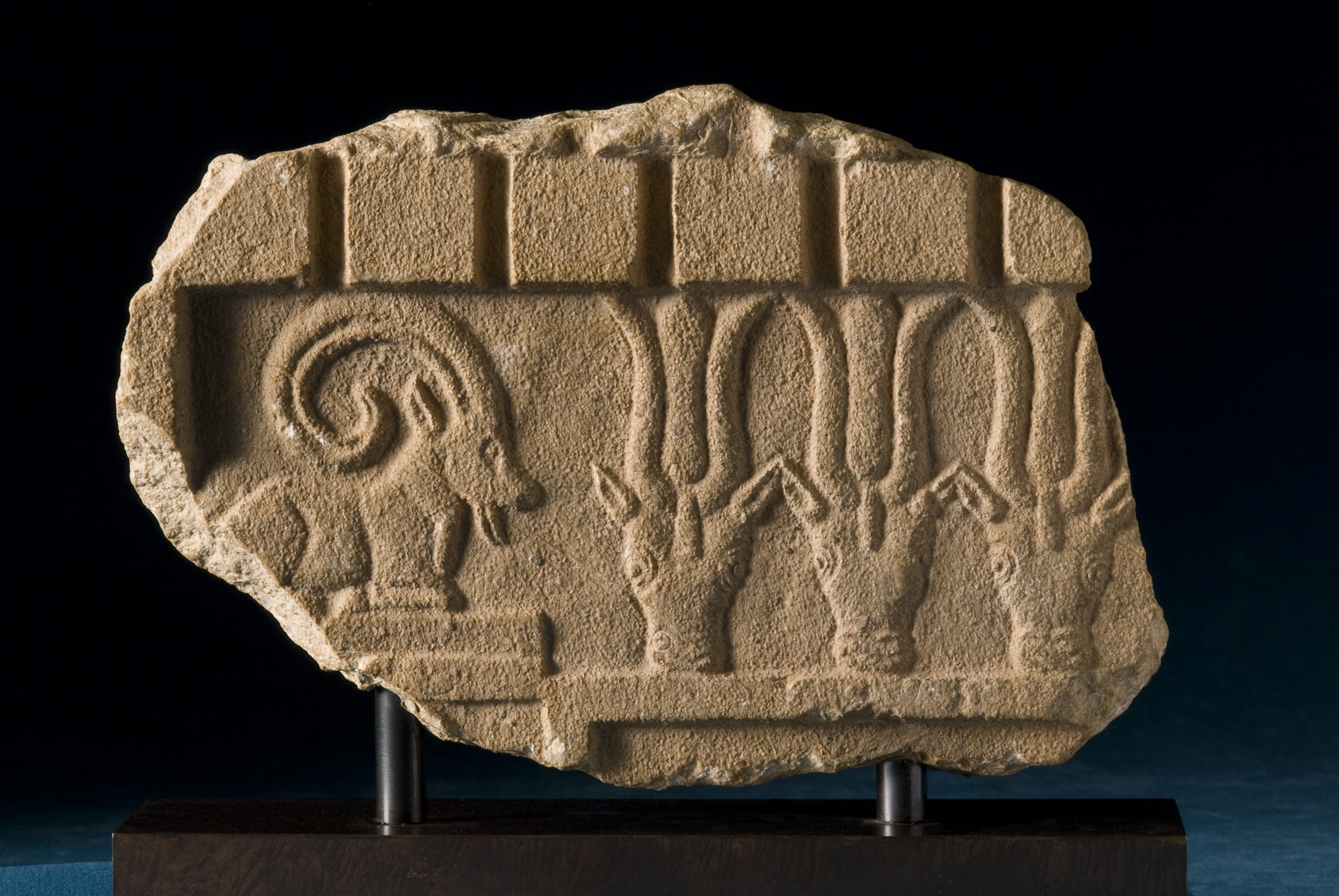
Fragment d’une stèle représentant un bouquetin couché et trois têtes d’antilope oryx d’Arabie. Le bouquetin était l’un des animaux sacrés les plus importants de l’ancienne Arabie du Sud, tandis que l’oryx était associé au dieu-lune, Almaqah, et au dieu de Vénus, Athtar.

Athtart est une divinité ougaritéenne de l'amour et de la guerre. Il s'agit de la parèdre du dieu de l'Orage, Baal. 
On la connaît sous le nom Attar (Araméen), Athtar (South Arabia), Astar (Aksum), Ashtar (Moab), Aṯtar (Ugarit) et Ištar en Mesopotamie.

## Correspondance
Elle correspond à la divinité ouest-sémitique Astarté, qui est également identifiable à la déesse mésopotamienne Ishtar, ou à son pendant chez les Hourrites : Shaushka ou Shaushga. Elle porte le nom d'Ashtart en langue punico-phénicienne, Comme elles, Athtart est considérée comme étant la planète Vénus. Elle semble avoir comme descendance Aphrodite en Grèce, Turan en Étrurie et Vénus à Rome.